# Haszen Bedzsáúj
Haszen Bedzsáúj (arabul: حسن بيجاوي; Banzart, 1975. február 14. –) tunéziai válogatott labdarúgó.

## Pályafutása

### Klubcsapatban
1992 és 2003 között a Bizertin csapatában játszott. 2002 és 2005 között a Stade Tunisien, 2005 és 2006 között a Bizertin játékosa volt. A 2006–07-es szezonban a CS Sfaxien együttesében szerepelt. 2007 és 2009 között ismét a Bizertin labdarúgója volt. Később játszott még az Espérance Zarzis (2009–10), a La Marsa csapatában (2010–11). 2014-ben a Bizertin színeiben fejezte be a pályafutását. 

### A válogatottban
1996 és 2002 között 2 alkalommal szerepelt a tunéziai válogatottban. Részt vett az 1996-os és a 2002-es afrikai nemzetek kupáján, valamint a 2002-es világbajnokságon.

## Sikerei, díjai
Tunézia
- Afrikai nemzetek kupája döntős (1): 1996

## Külső hivatkozások
- Haszen Bedzsáúj adatlapja a National-Football-Teams.com oldalon (angolul)

- Haszen Bedzsáúj (angol nyelven). FootballDatabase.eu
- Haszen Bedzsáúj (német nyelven). kicker.de
- Haszen Bedzsáúj adatlapja a worldfootball.net oldalon (angolul)